# Trentola-Ducenta
Trentola-Ducenta là một đô thị ở tỉnh Caserta trong vùng Campania của Ý, có vị trí cách khoảng 20 km về phía tây bắc của Naples and about 15 km về phía tây nam của Caserta. Tại thời điểm ngày 31 tháng 12 năm 2004, đô thị này có dân số 15.172 người và diện tích là 6,6 km².
Đô thị Trentola-Ducenta có các frazione (các đơn vị cấp dưới, chủ yếu là các làng) Ischitella.
Trentola-Ducenta giáp các đô thị: Aversa, Casapesenna, Giugliano in Campania, Lusciano, Parete, San Marcellino.